# Karola Jovanović
Karola Jovanović (serbokroatisch-kyrillisch Карола Јовановић; * 1879; † Januar 1958 in Wien, Österreich) war eine Opernsängerin (Sopran).

## Leben
Von 1904 bis 1905 war sie als Sängerin in Tschechien, am Stadttheater von Olmütz, aktiv. Bis 1906 war sie dann am Opernhaus von Frankfurt und danach bis 1911 am Opernhaus von Graz als Sängerin tätig. Nach 1911 ging sie an die Wiener Hofoper, wo sie bereits 1909 und 1911 Gastspiele hatte, und blieb dort bis 1932. Sie besetzte dort mitunter die Rolle der Nymphe Echo in der im Oktober 1916 stattgefundenen Uraufführung der zweiten Fassung der Richard-Strauss-Oper Ariadne auf Naxos.
Gastspiele führten sie 1906 und 1907 an die Hofoper München, 1908 und 1911 an die  Hofoper Berlin und 1922, 1926 sowie von 1929 bis 1931 zu den Salzburger Festspielen.
Weitere Opernrollen waren die der Marie in Der Waffenschmied von Albert Lortzing, Marzelline in Ludwig van Beethovens einziger Oper Fidelio, Anna in Die lustigen Weiber von Windsor von Otto Nicolai, Gretel in Hänsel und Gretel und die der Cio-Cio-San in Madama Butterfly von Giacomo Puccini.